# Fernand Crémieux

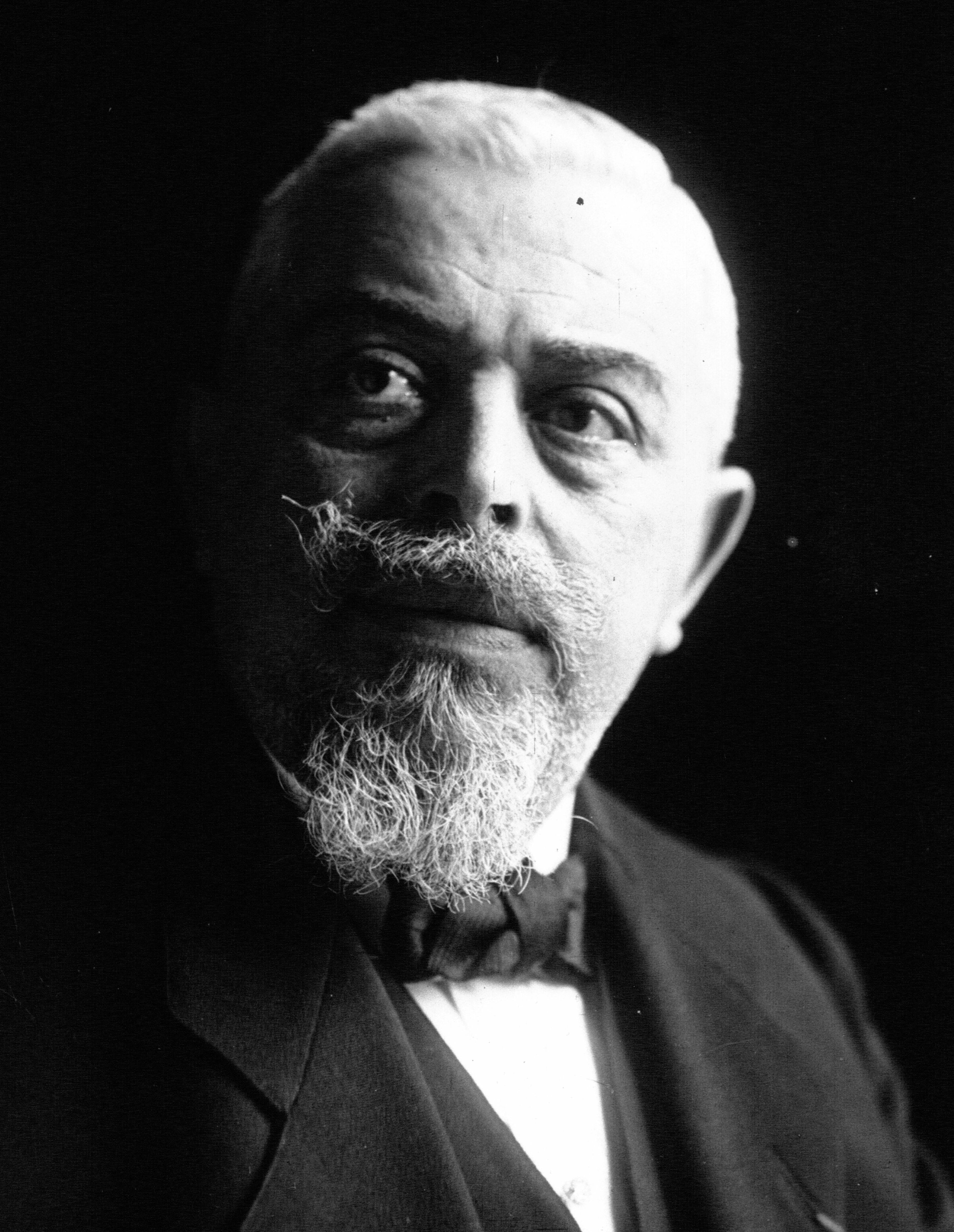
Crémieux 1913

Josué Fernand Crémieux (* 15. Dezember 1857 in Pont-Saint-Esprit, Département Gard; † 26. November 1928 in Paris) war ein französischer Politiker der Parti radical. Er war von 1885 bis 1889 und von 1893 bis 1898 Mitglied der Nationalversammlung und von 1903 bis 1928 Mitglied des französischen Senats.
Crémieux zog 1885 als Abgeordneter des Département Gard in die Nationalversammlung ein, wurde 1889 jedoch nicht wiedergewählt. Bei den nächsten Wahlen im Jahr 1893 konnte er in einem anderen Wahlkreis wieder ins Parlament einziehen, scheiterte 1898 aber erneut an der Wiederwahl. 1903 gelang ihm die Wahl zum Senator, wobei er 1912 und 1921 wiedergewählt wurde. Dort saß er in der Fraktion Gauche démocratique radicale et radicale-socialiste, die der linksliberalen Parti radical nahestand. Crémieux wurde mit dem Alter krank und starb 1928 während der Amtsperiode.
Seine Tochter Suzanne war ebenfalls Senatorin.